# Carnival Splendor
Carnival Splendor è una nave da crociera della compagnia Carnival Cruise Line, costruita dalla Fincantieri presso il cantiere navale di Sestri Ponente di Genova, e varata il 3 agosto 2007. È una versione leggermente modificata della classe Concordia di Costa Crociere. Infatti la nave era stata progettata, in origine, per la compagnia di navigazione italiana, ed è simile nel progetto a Costa Concordia, Costa Serena, Costa Pacifica, Costa Favolosa e Costa Fascinosa, ma ha una Spa più grande e strutture per bambini.
Nel 2016 entrò in bacino di carenaggio, dove fu rimessa a nuovo e vennero costruite le Captain Suite.
La nave attualmente è ritornata ad effettuare crociere lungo la West Coast americana, grazie all'allargamento del Canale di Panama. A fine 2019 si unirà a Carnival Spirit e Carnival Legend nella flotta Carnival Australia.

## Incidenti

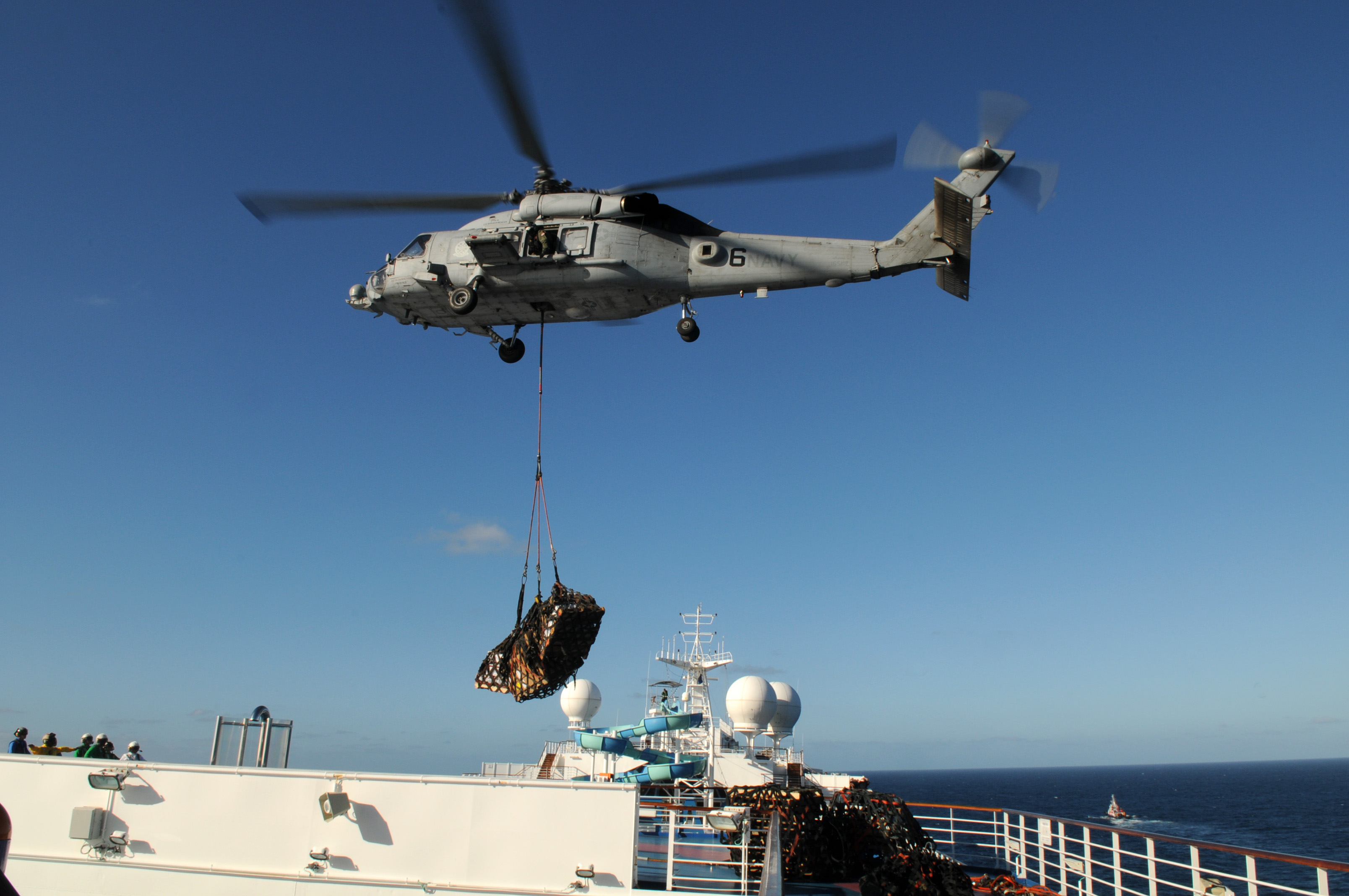
Un elicottero statunitense porta rifornimenti a bordo della nave durante l'incidente del 2010

Il 9 novembre 2010, mentre la nave era in navigazione nel Pacifico al largo del Messico, con a bordo 4.500 persone tra passeggeri ed equipaggio, un incendio in sala macchine determinò una perdita di potenza e la nave rimase alla deriva; i passeggeri furono soccorsi ed evacuati grazie all'intervento della Guardia Costiera e della Marina statunitensi, che contribuirono anche ai necessari rifornimenti di generi di prima necessità a bordo.

## Navi gemelle
- Costa Concordia (naufragata all'Isola del Giglio)
- Costa Serena
- Costa Pacifica
- Costa Favolosa
- Costa Fascinosa